# 온병훈
온병훈(溫炳勳, 1985년 8월 7일 ~ )은 대한민국의 전직 축구 선수이자 현 축구 지도자로 현재 일본 J2리그의 에히메 FC의 코치를 맡고 있다.

## 클럽 경력

### 포항 스틸러스
온병훈은 20세 이하 청소년 대표 출신으로 2006 신인 드래프트에서 포항 스틸러스에 입단하였으나, 주전으로 활약하지 못하고 2년 동안 리그 컵 두 경기 출장에 그쳤다. 그러나 2군 리그에서는 MVP를 차지하였다.

### 전북 현대 모터스
2008 시즌을 앞두고 전북 현대 모터스에 입단했고, 프리 시즌 경기에서 해트트릭까지 기록하는 등 좋은 모습을 보여주었다. 이후 주전으로 활약하지 못했지만 선발이나 교체로 출전할 때마다 좋은 모습을 보여주곤 하였다.

### 대구 FC
수비수 펑샤오팅을 상대로 현금 트레이드되어 대구 FC에 이적하였다. 2010년 3월 6일 포항 스틸러스를 상대로 대구 FC에서의 첫 리그 경기를 치렀고, 골을 기록했다. 2010 시즌 온병훈은 리그에서 총 23경기에 출전하며 주전으로 자리잡았다. 그러나 2011년 7월 승부조작 사건에 연루되어 방출당하였다. 하지만 이는 당시 같은 팀 소속 선배였던 장남석의 거짓 증언으로 인한 누명이 씌워진 것이였고 항소심에서 밝혀지면서 무죄로 풀려나 2013년 대구 FC와 다시 계약을 맺고 복귀하였다. 하지만 2013년 7월 이적 시장이 열린 후 팀에서 다시 방출됐고, 김해시청 축구단에 입단했다.

## 국가대표 경력
온병훈은 20세 이하 청소년 대표팀 출신으로 2005년 수원컵 국제청소년축구대회에도 참가하였다.